# Бемберг (округ, Південна Кароліна)
Шаблон:StateAbbr_ 33°13′ пн. ш. 81°03′ зх. д. / 33.22° пн. ш. 81.05° зх. д.
Округ Бемберг (англ. Bamberg County) — округ (графство) у штаті Південна Кароліна, США. Ідентифікатор округу 45009.

## Історія
Округ утворений 1897 року.

## Демографія
За даними перепису
2000 року
загальне населення округу становило 16658 осіб, зокрема міського населення було 7638, а сільського — 9020.
Серед мешканців округу чоловіків було 7831, а жінок — 8827. В окрузі було 6123 домогосподарства, 4253 родин, які мешкали в 7130 будинках.
Середній розмір родини становив 3,1.
Віковий розподіл населення поданий у таблиці:
| Стать    | До 15 років | 15-21 | 22-29 | 30-39 | 40-49 | 50-65 | 65-85 | Понад 85 |
| -------- | ----------- | ----- | ----- | ----- | ----- | ----- | ----- | -------- |
| Чоловіки | 1763        | 1117  | 768   | 980   | 1045  | 1278  | 820   | 60       |
| Жінки    | 1671        | 1149  | 836   | 1116  | 1229  | 1392  | 1254  | 180      |

## Суміжні округи
- Оранджберг – північ
- Дорчестер – схід
- Коллтон – південний схід
- Гемптон – південь
- Аллендейл – південний захід
- Барнвелл – захід

## Виноски
1. ↑  U.S. Decennial Census. United States Census Bureau. Архів оригіналу за 26 квітня 2015. Процитовано 16 березня 2015.
2. ↑  Historical Census Browser. University of Virginia Library. Архів оригіналу за 11 серпня 2012. Процитовано 16 березня 2015.
3. ↑  Forstall, Richard L., ред. (27 березня 1995). Population of Counties by Decennial Census: 1900 to 1990. United States Census Bureau. Архів оригіналу за 2 лютого 2015. Процитовано 16 березня 2015.
4. ↑  Census 2000 PHC-T-4. Ranking Tables for Counties: 1990 and 2000 (PDF). United States Census Bureau. 2 квітня 2001. Архів оригіналу (PDF) за 18 грудня 2014. Процитовано 16 березня 2015.
5. ↑  State & County QuickFacts. United States Census Bureau. Архів оригіналу за 6 липня 2011. Процитовано 22 листопада 2013.(англ.) Наведено за англійською вікіпедією.
6. ↑  American FactFinder. Бюро перепису населення США. Архів оригіналу за 26 лютого 2012. Процитовано 31 січня 2008. [Архівовано 2008-05-21 у Wayback Machine.]

| США | Це незавершена стаття з географії США. Ви можете допомогти проєкту, виправивши або дописавши її. |